# 鰻温泉
鰻温泉（うなぎおんせん）は、鹿児島県指宿市（旧国薩摩国）の鰻池湖畔にある温泉。

## 泉質
- 硫化水素泉および単純温泉[1]
- 源泉温度88℃。

## 効能
- 皮膚病、神経痛、病後回復[1]

## 温泉地
江戸時代から続く温泉。鰻池の北東部に集落があり、公衆浴場と民宿がある。噴気活動が盛んで高温の噴気を利用したスメと呼ばれる蒸し器が炊事に利用されている。

## 歴史
温泉が利用されるようになったのは江戸時代で山川の僧・盈寿が開発の祖と伝わる。江戸時代後期の地誌『三国名勝図会』に記載されており、皮膚病に効能があるとされていた。
1901年（明治34年）3月に公衆浴場が開設され、「区営鰻温泉」として運営されている。
西郷隆盛が愛好したことでも知られている。「樺山資紀文書」によると西郷は1874年（明治7年）旧暦12月27日に犬13頭と侍従2人とともに突然現れ、このときは約1ヶ月間にわたる長期滞在となった。西郷は昼間は開聞岳の山麓で猟を行い毎晩温泉につかったという。西郷は福村市左衛門宅を滞在先とし、お礼として主人に犬を贈ろうとしたが恐ろしいと辞退されたため、襦袢（フランネル製シャツ）を記念に残し今も保管されている。佐賀の乱に敗れた江藤新平が逗留中の西郷に決起を促すために訪れ、会談を行ったことでも知られる。「樺山資紀文書」は1907年（明治40年）に福村市左衛門の妻と長男から依頼を受けて、樺山資紀がその経緯を聞き書きしたもので、逗留中の西郷の様子や江藤の訪問について記している。なお、1936年（昭和11年）に「西郷隆盛逗留記念碑」が建てられた。
映画『男はつらいよ 寅次郎真実一路』のロケ地にもなった。

## アクセス
- 鉄道：指宿枕崎線山川駅下車、タクシーで約10分（徒歩では約1時間）。